# Famille Sanson
Pour les articles homonymes, voir Sanson.

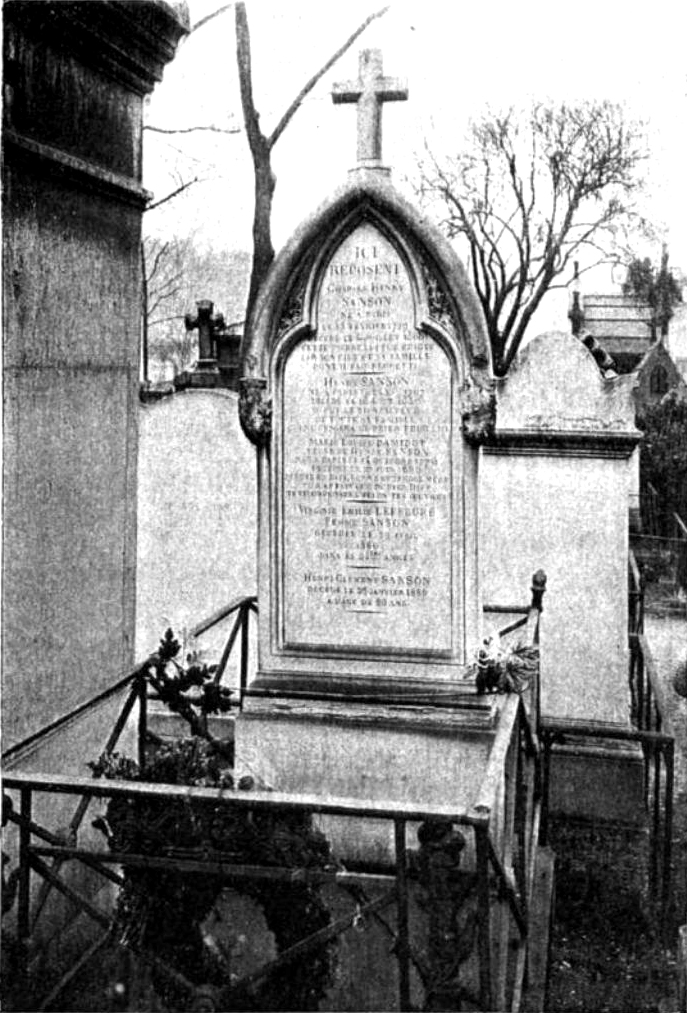
Le caveau des Sanson au cimetière de Montmartre.

La famille Sanson est une célèbre famille de bourreaux normands qui ont exercé en France durant les XVIIe, XVIIIe et XIXe siècles, d'abord à Rouen de 1675 à 1687, puis à Paris jusqu'en 1847.

## Membres de la famille

### Fondateur de la lignée: Charles Sanson
Sous le règne de Louis XIV, Charles Sanson, ancien officier près de Rouen, devient aide du bourreau Pierre Jouenne à la suite de son mariage avec sa fille Marguerite Jouenne vers 1675. Le procès-verbal d'une exécution à Rouen en 1675 mentionne que, ayant à « rompre » un condamné, « l'exécuteur des hautes œuvres ayant forcé son gendre, nouvellement marié, à porter un coup de barre au patient, ledit gendre tomba en pâmoison et fut couvert de huées par la foule. »
Marguerite donne naissance à un fils, Charles (deuxième du nom), vers 1681. Devenu veuf fin 1685, Charles père quitte Rouen. Il occupe le même emploi d'aide-bourreau à Paris, vers 1687, puis remplace une année plus tard Nicolas Levasseur, destitué pour cause de proxénétisme. Le 24 septembre 1688, Charles Sanson prend la succession de son beau-père et devient le premier représentant de la dynastie des bourreaux Sanson.
En 1699, il démissionne et épouse, à Paris, Jeanne Renée Dubut, la sœur du bourreau de Melun. Le couple se retire en 1703 dans l'Aisne, à Condé-en-Brie, où Charles décède en 1707.

### Charles Sanson II
Charles Sanson II (fils de Charles et Marguerite Jouënne, sa première épouse), né vers 1681, aide son père à Paris à partir de 1696 environ et reste aide-bourreau encore deux ans après la démission de celui-ci. Le 19 juin 1699, à 18 ans, toujours aspirant, il procède à sa première décapitation sur la personne d'Angélique-Nicole Carlier; il  n’accède à la fonction qu'à sa majorité en 1701. Il obtient ses lettres de provision de bourreau officiel de Paris en 1707, après le décès de son père.
La même année, il épouse à Paris la sœur de la seconde épouse de son père, Anne Marthe Dubut (deuxième sœur du bourreau de Melun).
Charles Sanson fils, après avoir, en 1720, roué vif pour cause d'assassinat le comte de Horn, un cousin du duc d’Orléans, préside en 1721 à l'exécution de Cartouche, le célèbre bandit. Décédé à Paris en 1726, laissant un jeune fils de sept ans (Charles Jean Baptiste), il est inhumé en grande pompe dans l'Église Saint-Laurent de Paris où il rejoint les dépouilles de ses parents.
Sa veuve se remarie avec celui qui devient ainsi, en 1727, le « régent » de son fils, c'est-à-dire le titulaire par intérim de la charge de bourreau en attendant que ce dernier ait vingt ans. François Prudhomme est un bourreau spécialiste de la torture, dont la fonction le désigne comme « questionnaire-juré ». Il a son moment de gloire en réussissant en 1737 une décapitation.

### Charles Jean Baptiste Sanson
Charles Jean-Baptiste Sanson débute au pied de l'échafaud à sept ans. Né vers 1719 (fils de Charles et de Anne Marthe Dubut), il se voit restituer en 1739, par le second mari de sa mère, François Prudhomme, la charge officielle d'« Exécuteur de la Ville, Prévôté et Vicomté de Paris ».
Marié une première fois en 1737 à Paris avec Madeleine Tronson, il épouse à Étampes, en 1741, Jeanne Gabrielle Berger, elle-même fille du bourreau de Sens et petite-fille du bourreau d'Étampes.
En 1754, il est frappé par une attaque le laissant à demi-paralysé. Il doit passer le flambeau à son fils, Charles-Henri, qui n'a alors que quinze ans, tout en devant recourir à nouveau à l'assistance de François Prudhomme – devenu entretemps bourreau de Vannes – pour procéder, en 1757, à l'exécution du régicide Damiens.
Il s'installe à Brie-Comte-Robert, en Seine-et-Marne mais, bien qu'invalide, il n'obtient pas du Parlement son remplacement officiel dans la fonction par son fils. Devenu veuf vers 1767, il revient habiter à Paris pour y mourir vers 1778, peu après avoir démissionné en bonne et due forme en faveur de Charles-Henri, son fils.

Sa femme était enterrée dans le cimetière de la chapelle Sainte-Anne, construite en 1650 et démolie en 1790, qui était située à l'actuel no 77 rue du Faubourg-Poissonnière.

### Charles-Henri Sanson (1739-1806) et les débuts de la guillotine

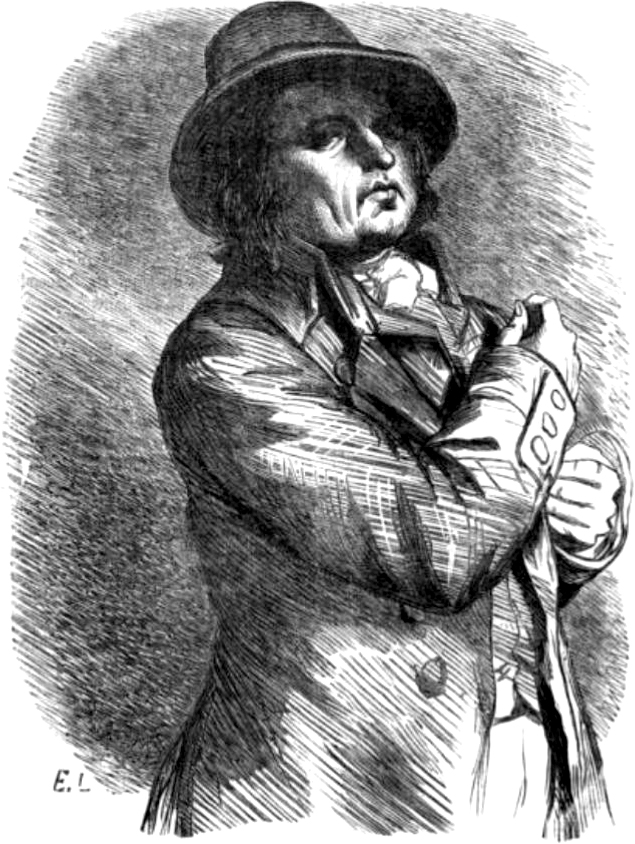
Portrait imaginaire de Sanson par Eugène Lampsonius.

#### Débuts
Fils de Charles Jean Baptiste et de Madeleine Tronson, Charles-Henri Sanson naît le 15 février 1739. Il épouse à Paris, en 1766, Marie Anne Jugier, laquelle lui donnera deux fils : Henri, né en 1767 à Paris, qui succédera à son père en 1795, et Gabriel, né en 1769, aide-bourreau à partir de 1790 environ, qui mourra accidentellement en 1792, en tombant de l'échafaud, au moment de l'exhibition de la tête d'un supplicié à la foule. Charles Henri meurt le 4 juillet 1806.
En 1766, il rate la décapitation de Lally-Tollendal du premier coup. Son père, se devant d'assister à chaque exécution en tant que chef bourreau, finit de trancher le cou de Lally d'un coup supplémentaire.
Charles-Henri pratique nombre d’exécutions, dont celles de Robert-François Damiens, l'agresseur du roi Louis XV, écartelé en 1757, du chevalier de La Barre (jeune homme de dix-neuf ans, accusé de blasphème, qui eut le cou tranché et dont les restes furent brûlés) le 1er juillet 1766, ainsi que de l'empoisonneur faux dévot Antoine-François Desrues en 1777.
À la suite de la démission de son père, Charles-Henri devient officiellement le bourreau de la « Ville, Prévôté et Vicomté » de Paris et, la même année (1778), bourreau de la Cour du Roi à Versailles, la « Prévôté de l'Hôtel du Roy », charge exercée jusque-là par son oncle Nicolas Charles Gabriel Sanson.

#### Guillotine (1789-1806)
Quand éclate la Révolution en 1789, Charles Henri Sanson a cinquante ans. En 1791, le docteur Guillotin propose une exécution uniforme et sans douleur pour les condamnés à mort. Devant la décision de l'Assemblée de pratiquer la décapitation comme moyen unique de mise à mort, Sanson écrit un mémoire où il insiste sur la fatigue de l'exécuteur qui aurait à couper plusieurs têtes d'affilée, l'usure rapide des glaives de justice, ainsi que leur coût d'entretien ou d'achat. On parle alors d'un dispositif mécanique.
Des mémoires apocryphes de Sanson ont été publiés en 1830, qui sont à l'origine de la légende selon laquelle le roi Louis XVI se serait intéressé à la machine en conception et aurait suggéré une lame oblique (il est attesté que l'idée de la lame revient à Antoine Louis). Ces mémoires parus sous le titre Mémoires de Sanson (sous-titré pour servir à l'histoire de la Révolution française), sont en fait rédigés par Louis-François L'Héritier de l'Ain, et en partie par Honoré de Balzac. Balzac reprendra son texte pour en faire un récit de fiction intitulé : Un épisode sous la Terreur (1845).
La guillotine est inaugurée le 25 avril 1792, en place de Grève par Sanson lors de l'exécution du bandit Nicolas Pelletier, après que Sanson a participé à la mise au point de l'engin en pratiquant, sous la supervision de son promoteur et de son concepteur, des tests sur des moutons, puis des cadavres.
Jusqu'au le 30 août 1795 Sanson procédera à 2 498 exécutions capitales pendant la période révolutionnaire, dont celles du roi Louis XVI, Philippe d'Orléans et de la reine Marie-Antoinette.
Des anecdotes liées à la révolution émaillent la vie de Charles-Henri Sanson :
Il assigna Camille Desmoulins pour calomnie car il l'avait traité de « bourreau ». Une ordonnance du Conseil d’État, en date du 12 janvier 1787, avait rappelé, en effet, qu’était proscrite l’appellation de « bourreau » pour nommer l’exécuteur des hautes œuvres.
Il fut accusé de faire commerce des dépouilles des suppliciés, et notamment celles de « Louis Capet », accusation dont il se lava. Il s'inscrivit en faux contre Dulaure qui prêtait des propos à Louis XVI à sa dernière heure et décrivit de ce fait avec précision les derniers faits et gestes du souverain. Il dut aussi se défendre d'avoir souffleté Charlotte Corday et il fut établi que l'acte avait été commis par un charpentier qui n’était pas à son service.
Partisan discret de l’abolition de la peine de mort, il eut l’occasion de sauver quelques femmes auxquelles il avait conseillé de se déclarer enceintes. Il serait aussi intervenu, en vain, auprès de Fouquier-Tinville pour ajourner une charrette de condamnés qu’il pensait menacée par une inquiétante agitation populaire le 9 Thermidor.
Le rôle de la guillotine et de  Charles-Henri Sanson pendant la Révolution est resté dans les mémoires et a valu à la guillotine le surnom de « la fille à Charlot » ou de « la bascule à Charlot ».

### Henri Sanson (1767-1840)
On lui attribue parfois faussement l'exécution en octobre 1793 de Marie-Antoinette puis, en 1795, de Fouquier-Tinville, l'ex-accusateur public du Tribunal révolutionnaire, alors qu'il n'était à cette époque encore que l'assistant de son père. C'est cependant à ces occasions qu'il acquiert sa célébrité.
Capitaine de canonniers durant la Révolution, il prend part avec son oncle Pierre-Claude, lieutenant, le 9 thermidor, soutenant la Commune de Paris qui tente de s'opposer à l'arrestation de Robespierre et ses amis; arrêté en même temps que son oncle, Henri est accusé d'avoir, avec ce dernier, pénétré dans le comité de sûreté générale à la suite de Jean-Baptiste Coffinhal et délivré François Hanriot, l'ancien chef de la garde nationale venu délivrer les députés jacobins arrêtés. Henri et Pierre-Claude sont toutefois acquittés par le tribunal le 1 septembre 1794.
Henri exerce sa charge de bourreau à partir de 4 septembre 1795 et durant trente-cinq ans : il exécute les protagonistes de l'affaire du courrier de Lyon, les Sergents de La Rochelle, et Louvel, assassin du duc de Berry. En 1840, à sa mort, son fils et aide Henry-Clément prend la relève.

### Fin de la lignée: Henri-Clément Sanson (1799-1889)
Durant la carrière d'Henri-Clément Sanson, seules dix-huit exécutions sont pratiquées à Paris. Les plus célèbres sont celles de Lacenaire et de son complice Pierre Victor Avril, en 1836. Amateur de jeux d'argent, Henri-Clément Sanson fréquente régulièrement les casinos de l'époque et perd souvent. En 1846, il est incarcéré pour dettes à la prison de Clichy. La famille Sanson ne fut plus exécuteuse des peines de mort. En 1847, confronté à une grave ruine financière, il aurait mis la guillotine en gage pour régler ses dettes. 
Le garde des sceaux Nicolas Martin du Nord, qui partageait peut-être l'homosexualité de Sanson et le protégeait, voire entretenait une relation avec lui, est menacé d'un scandale pour avoir été vu dans une « maison interlope », et se voit retirer son ministère pour « raison de santé » ; il décède quelques jours après, officiellement d'une apoplexie (bien que certains, comme Pierre-Joseph Proudhon, aient parlé de suicide). L'une des premières mesures du nouveau garde des sceaux, Michel Hébert, est de révoquer Henri-Clément Sanson, dont le nom figurait dans le registre de pédérastes de la Préfecture de police de Paris. C'est Charles-André Férey qui lui succède en 1847.
Comme petit-fils Clément Sanson a réédité Les Mémoires de Charles Henri Sanson en 1862 (tome I) et en 1876 (tome II). Selon Bourdin, un publiciste nommé d’Olbreuse aurait édité environ un tiers du texte.
Sanson, sixième et dernier du nom, meurt à Versailles le 25 janvier 1889.

## Dans les arts populaires

### Film
- Dans le film La Révolution française sorti en 1989, Charles-Henri Sanson est interprété par Christopher Lee.

### Télévision
- Dans la série Nicolas Le Floch (2008), qui se déroule sous le règne de Louis XV, Charles-Henri Sanson, interprété par Michaël Abiteboul, joue un rôle d'investigation scientifique (il pratique les autopsies) en soutien de la police, en accord avec les livres desquels est tirée la série. Ce rôle semble avoir été inventé par l'auteur, qui ne cite pas de sources documentaires à ce sujet.

### Radio
- Sur France-Culture, une mise en onde de la vie des Sanson (sur un texte de Virginie Mourthé), écoutable (en deux parties) aux dates des 16 et 23 février 2013 (21.00)[14].

### Littérature
- Les mangas Innocent et Innocent Rouge, de Shin'ichi Sakamoto parus à partir de 2013, retracent librement l'histoire de la famille Sanson en suivant la carrière de Charles-Henri Sanson.
- Patrick Mallet, Boris Beuzelin, Les Sanson et l'amateur de souffrance: Livre 1 et 2, Vents d'ouest, 2019. Bande-dessinée sur la famille Sanson
- Charles-Henri Sanson fait des apparitions régulières dans la saga Le Manoir d'Évelyne Brisou-Pellen.